# Plecturocebus cupreus
Plecturocebus cupreus é uma espécie de Macaco do Novo Mundo, da família Pitheciidae e subfamília Callicebinae. Ocorre no Brasil, Peru e Bolívia, ao sul do rio Solimões e norte do rio Purus.